# Heterispa infuscata
Heterispa infuscata es una especie de insecto coleóptero de la familia Chrysomelidae, descrita en 1875 por Chapuis.